# クサンティ
クサンティ（またはクサンシ）(ギリシャ語:Ξάνθη/Xánthi、トルコ語: イスケチェ İskeçe、ブルガリア語: クサンチ Ксанти/KsantiまたはСкеча/Skecha)は、北部ギリシャの都市で、東マケドニア・トラキア地方の県であるクサンティ県の県都でもある。

## 歴史

### 成立
クサンティまたは、クサンテイアの歴史は、紀元前879年に遡る。クサンティは、小規模の集落として成立し、トラキア地方の侵略や災害、民族抗争、内乱といった動乱の時代を経た。オスマン帝国時代となるまでに、クサンティの人口はほとんど無くなり、ほぼ全てが破壊されていた。そして、オスマン帝国時代に、小アジアの奥地から入植した。こうして、ゲニセア(Γενισέα)は建設されたが、一方でオレオ(Ωραίο)とクサンティは、主にギリシャ人、キリスト教との中心地のままであった。

### ゲニセア時代
1715年までは、クサンティはゲニセアと同様に、タバコの質の高さで有名であった。ヨーロッパへのタバコの商売によって、クサンティは繁栄した。1829年の3月と4月に起こった2度の地震で、クサンティは壊滅した。クサンティの町の再建はすぐに行われた。1870年には、ゲニセアの町が焼け落ち、代理店やサービス業がクサンティに移転した。そのために、クサンティの人口は約10,000人に増加した。1891年には、町の近くに鉄道が建設され、経済は飛躍的に成長し、学校や会社が建設された。

### バルカン戦争
1912年には、ブルガリアがクサンティを攻略した。しかし、8か月後には、ギリシャがクサンティを攻略した。その後の条約で、クサンティを含む西トラキア地方はブルガリアに割譲された。そして、ブルガリアの西トラキア地方の支配は第一次世界大戦後まで続いた。戦後、ブルガリアの敗北を受けて、西トラキア地方は、1919年から1920年までギリシャの一部となった。

### 現代
現在のクサンティは近代的な都市であり、歴史と伝統、習慣の豊かさは多くの訪問客の惹きつける。2月と5月のどちらかに開催される祭り(Καρναβάλι)と、9月の初めに開催される旧市街祭り(Γιορτές Παλιάς Πόλης)、そして毎週土曜に開かれるクサンティ・バザール(Παζάρι)は、見る価値がある。クサンティは、「千の色の町」として知られているのである。

## 教育
- トラキ大学

## プロ・スポーツ
- クサンティFC(ギリシャ・スーパーリーグ)
- クサンティBC(ギリシャA2リーグ)

## 著名な出身者
- デモクリトス(古代・アブデラ出身、哲学者)
- プロタゴラス(古代・アブデラ出身、哲学者)
- マノス・ハジダキス(1925-1994、作曲家)
- シェリフ・ギョレン(1944-、映画監督)
- ヴァリス・トロシディス(1985-、サッカー選手)
- クリストドゥロス(1939-2008、アテネ大主教)
- クリオ・ダナエ・オソネウ(1979-、女優・ミュージシャン・ピアニスト)

## 姉妹都市
- ギフホルン、ニーダーザクセン州、ドイツ
- ノヴィ・ベオグラード、セルビア
- スモリャン、ブルガリア
- ビガ、チャナッカレ県、トルコ
- ブルサ、ブルサ県、トルコ